# Gundam Battle Tactics
Gundam Battle Tactics est un jeu vidéo d'action développé par Artdink et édité par Namco Bandai Games en juillet 2005 sur PlayStation Portable. C'est une adaptation en jeu vidéo de la série basée sur l'anime Mobile Suit Gundam. C'est le premier opus d'une série de cinq jeux vidéo,,.

## Série
1. Gundam Battle Tactics
2. Gundam Battle Royale : 2006, PlayStation Portable
3. Gundam Battle Chronicle : 2007, PlayStation Portable
4. Gundam Battle Universe : 2008, PlayStation Portable
5. Gundam Assault Survive : 2010, PlayStation Portable